# Llangristiolus
Llangristiolus es un pueblo en el centro de Anglesey, al suroeste de Llangefni, y debe su nombre a san Cristiolus. El río Cefni discurre por el pueblo. Esta población se sitúa a una milla de las carreteras A5 y A55.

## Personalidades relacionadas con Llangristiolus
Henry Maurice (ca.1647–1691), clérigo.
Richard Owen (1839–1887), ministro y predicador metodista calvinista.
Edward Greenly (1861–1951), geólogo inglés, enterrado en Llangristiolus.
Medwyn Williams (nacido ca.1940), horticultor, 11 veces medallista de oro en la Exposición de Flores de Chelsea.
Naomi Watts (nacida en 1968), actriz de cine, vivió en Llangristiolus con sus abuelos maternos cuando era niña.
Rhun ap Iorwerth (nacido en 1972), periodista y político que se ha desempeñado como líder del Plaid Cymru desde junio de 2023, reside en el pueblo.
Meinir Gwilym (nacido en 1983), músico y locutor, se educó en Ysgol Henblas, dentro del pueblo.